# Prosopocera itzingeri
Prosopocera itzingeri es una especie de escarabajo longicornio del género Prosopocera, tribu Prosopocerini, familia Cerambycidae. Fue descrita científicamente por Breuning en 1936.
Se distribuye por Camerún, Gabón, República Democrática del Congo y Congo. Mide 25-27 milímetros de longitud. El período de vuelo ocurre en el mes de noviembre.